# Hydrocyphon pernigrans
Hydrocyphon pernigrans là một loài bọ cánh cứng trong họ Scirtidae. Loài này được Nyholm miêu tả khoa học năm 1967.